# Teodora de Grècia (marcgravina de Baden)
Teodora de Grècia (illa de Corfú, 30 de maig de 1906 - Büdingen, Alemanya, 16 d'octubre de 1969) fou marcgravina de Baden, Princesa de Grècia i de Dinamarca, segona filla del príncep Andreu de Grècia i de la princesa Alícia de Battenberg, neta per part de pare del rei Jordi I de Grècia i de la gran duquessa Olga de Rússia i de la princesa Victòria de Hessen-Darmstadt i el príncep Lluís de Battenberg per part de mare.
Estudià i passà part de la infància a casa de la seva àvia la marquesa de Milford-Haven a Anglaterra, ja que la família reial grega hagué d'abandonar el país quan la jove princesa tenia dotze anys.
L'any 1931 es va casar a Baden-Baden amb el príncep Bertold de Baden, fill del príncep Maximilià de Baden i de la princesa Maria Lluïsa de Hannover.
La vida de la princesa Teodora estigué marcada pel projecte educador que havia iniciat el seu sogre i al qual ella i el seu marit hi entregaren un bona part de la seva vida. Durant els anys 1920 crearen al castell de Salem (al sud de Baden) una escola internat inspirada en els principis pedagògics del jueu Kurt Hahn.
Després de la pujada al poder dels nacionalsocialistes, l'escola hagué de tancar-se i Kurt Hahn fou perseguit malgrat que amb l'ajuda de la princesa i el seu marit pogué escapar-se al Regne Unit. L'escola s'obrí després de la guerra i en ella assistiren la reina Sofia d'Espanya o la princesa Irene de Grècia.
La parella tingué tres fills: 
- SAR la princesa Margarida de Baden, nascuda a Salem el 1932. Es casà amb el príncep Tomislav de Iugoslàvia del qual es divorcià.
- SAR el príncep Maximilià de Baden, nascut a Salem el 1933. Es casà el 1963 amb l'arxiduquessa Valèria d'Àustria-Toscana.
- SAR el príncep Lluís de Baden, nascut a Salem el 1937. Es casà amb la princesa Anna Maria d'Auersperg-Breunner.

Teodora de Grècia morí a una clínica de Büdingen a causa de problemes en les arteries.